# Danny Joe Brown
Pour les articles homonymes, voir Danny Brown et Brown.
Danny Joe Brown (24 août 1951 à Jacksonville, Floride – 10 mars 2005 à Davie, Floride) est un chanteur américain. 

## Carrière
Chanteur original de Molly Hatchet, il a interrompu sa carrière en 1998 après un accident vasculaire cérébral. Hospitalisé plusieurs semaines en raison de complications liées à son diabète, il décède le 10 mars 2005 à son domicile le jour suivant son retour d'une insuffisance rénale aiguë.

## Discographie

### Molly Hatchet
Molly Hatchet (Epic-1978)
Flirtin' With Disaster (Epic-1979)
No Guts... No Glory (Epic-1983)
The Deed Is Done (Epic-1984)
Double Trouble Live (Epic-1986)
Lightning Strikes Twice ((Capitol-1989)
Greatest Hits (Epic 1990)
Live At Agora Ballroom, Atlanta,GA, April 20, 1979 (Phoenix-Gems-2000)

### Album solo
Danny Joe Brown & The Danny Joe Brown Band (Epic 1981)

### Dixie Jam Band
Jammin' For DJB (GWP-2000)